# Palazzo Thomsen
Palazzo Thomsen (o palazzo Ferrari o ancora palazzo von Ferrari-Thomsen) è un palazzo nobiliare a Bronzolo che risale, nella sua forma attuale, alla seconda metà XIX secolo. In realtà l'edificio è più antico: nel 1830 fu acquistato da Matthäus von Ferrari, e poi modificato dal figlio e dal nipote. Quando nel 1951 il ramo della famiglia si estinse, i possedimenti passarono al parente più prossimo, Karl Albrecht Thomsen.
I due edifici, uniti da un più piccolo edificio di collegamento, si affacciano su una corte, e sono caratterizzati dalla facciata regolare, dove si trovano sia trifore che finestre rettangolari incorniciate in pietra.
Agli inizi degli anni duemila il palazzo è stato trasformato in appartamenti privati.
Assieme al parco ed agli edifici annessi, il palazzo è tutelato dal 1977.